# 陳瑞祺（喇沙）書院
陳瑞祺（喇沙）書院（簡稱CSK，成立於1969年，是喇沙修士會於香港成立的第四所天主教中學，鄰近何文田邨。陳瑞祺（喇沙）書院是香港少數不設社制的中學，故於陸運會、水運會等只有班際比賽及校際比賽。

## 歷史
陳瑞祺（喇沙）書院前身為喇沙書院夜校，於1964年由賀文修士創辦於九龍城喇沙利道的喇沙書院校址。但夜校條例限制頗多，賀文修士乃接受香港慈善家陳瑞祺夫人及其家屬陳子民、陳經緯、陳經綸、陳經興、陳經華等人捐助50萬元，連同政府補助的200萬元興建校舍，1968年在何文田開始興建新校。1969年9月3日遷入位於何文田常和街4號校舍，易名「陳瑞祺（喇沙）書院」。

## 歷任校長
| 任期          | 校長                                          |
| ------------- | --------------------------------------------- |
| 1969年–1970年 | 賀文修士（Rev. Bro. Herman Michael Fenton）   |
| 1970年–1991年 | 于真修士（Rev. Bro. Eugene Sharkey）          |
| 1991年–1995年 | 羅倫士修士（Rev. Bro. Thomas Blake Lawrence） |
| 1995年–2005年 | 李炳強先生（Mr. B. K. Lee）                   |
| 2005年–2010年 | 施健群先生（Mr. K. K. Sze）                   |
| 2010年–2024年 | 李丁亮先生（Mr. T. L. Lee)                    |
| 2024年至今    | 李寶珠女士（Ms. F. Lee)                       |

## 體育
中銀香港紫荊盃（前稱歐米茄玫瑰杯）成績：
- 男校組
  - 1973–1974 最佳進步獎
  - 1980–1981 亞軍 及 最佳進步獎
  - 1989–1990 最佳進步獎
  - 2004–2005 最佳進步獎
  - 2008–2009 第十
  - 2009–2010 第十二
  - 2010–2011 第十
  - 2011–2012 第九
  - 2012–2013 第九

- 傑出運動員獎
  - 1990–1991 杜思維[5]

香港學界田徑賽事
- 2013–2014  男子甲組鉛球 顏子祥 男子乙組鏢槍 利家豪

香港學界越野跑賽事
- 1989–1990 男子團體總冠軍、男子甲組亞軍、男子乙組冠軍、男子丙組冠軍
- 1990–1991 男子團體總冠軍、男子甲組冠軍、男子乙組冠軍、男子丙組季軍
- 1991–1992 男子團體總冠軍、男子甲組冠軍、男子乙組冠軍
- 1992–1993 男子團體總冠軍、男子甲組冠軍、男子丙組冠軍
- 1993–1994 男子團體總冠軍、男子甲組冠軍、男子丙組冠軍
- 2007–2008 男子甲組冠軍

全港學界精英羽毛球賽事
- 2013年 冠軍 鄧灝軒 季軍 龐立仁

全港學界精英足球比賽成績：

- 2006-2007 殿軍[6]

## 事件
- 1995年9月1日，李炳強先生成為陳瑞祺（喇沙）書院創校以來首位華人校長。
- 1998年，首屆學生會會長黃加霖為創校以來會考十優狀元。[7]
- 於2000至2001學年，根據教育署發表的質素保證視學報告，英文中學陳瑞祺(喇沙)書院被狠批，包括管理層欠默契影響學校改革步伐、部分初中學生未能有效運用英語、教師的教學表現欠佳問題，以及圖書館整體藏量不足。[8]校長李炳強承認學校不算頂尖英中，來自最差第三組別成績的學生增至50人（25%）。[9]
- 2006年2月19日，一名十五歲中三男生從沙田沙角邨住所跳樓自殺。 [10]
- 2006年4月13日，百多名陳瑞祺（喇沙）書院校友及師生在校內靜坐抗議校長施健群拒絕晉升體育科老師黃德誠。[11]
- 2007年6月，陳瑞祺（喇沙）書院的中一級英文科試卷題目及校刊被家長發現有數十個英文文法錯誤，包括millions、expectations of、charity organizations等，校長施健群承認老師審閱出現問題。[12]
- 2010年9月1日，陳瑞祺（喇沙）書院是其中一所實施「一校兩制」的英中，即由以往全開5班英文班，降級為在中一級同時開設1班中文班（母語教學）及4班英文班。[13][14][15]
- 2010年9月1日，原於保良局八三年總理中學任職副校長的李丁亮先生成為陳瑞祺（喇沙）書院創校以來首位並非經由學校內部晉升的校長。
- 2011年9月1日，教育局正式實施「自願優化班級結構」計劃，陳瑞祺（喇沙）書院校方決定參加此計劃，自2011至2012學年開始於中一級只開辦四班中一（原本有五班中一）。
- 2015年9月1日，梁淑儀女士成為陳瑞祺（喇沙）書院創校以來首位女性副校長。
- 2023年9月1日，原於香港華人基督教聯會真道書院任職中文科老師的鄭淑華女士成為陳瑞祺（喇沙）書院創校以來首位並非經由學校內部晉升的副校長。
- 2024年9月1日，李寶珠女士成為陳瑞祺（喇沙）書院創校以來首位女性校長。

## 外部連結
- 陳瑞祺(喇沙)書院網頁 （页面存档备份，存于）
- 陳瑞祺(喇沙)書院舊生會 （页面存档备份，存于）
- 陳瑞祺(喇沙)書院家長教師會（页面存档备份，存于）